# 박애주의
박애주의(博愛主義, Philanthropism)는 모든 인류가 서로 평등하게 사랑하여야 한다는 정치·철학·윤리의 이타주의적 개념이다. 그러한 이상을 실현하고자 하는 활동을 가리키기도 한다.

## 감정으로서의 박애
인간이 부딪치고 있는 모든 현실적인 차별 즉 인종·종교·신분·풍습·이해관계 등의 차별을 초월하고 인간성을 기초로 하여 근심·불행·괴로움 등을 같이 나누려는 인간애를 말하는 것이 보통이다. 말하자면 인간이 가지고 있는 감정에 그 공통점을 찾으려는 하나의 심리적 사실을 가리킨다. 인간이 가지는 공통의 감정은 장소와 범위에 따라 그 형태가 다르게 나타난다. 단체의 범위에서는 단체정신으로, 집단에서는 연대감으로, 민족의 범위에서는 민족주의(국민주의)로, 국가에서는 애국주의로 나타난다. 이러한 모든 장소와 범위에서의 각 성원은 일정한 공통의 감정을 가진다. 그러한 범위가 인류·인간이란 범위까지 확대됐을 때 가지는 공통의 감정이 박애정신이라고 할 수 있다. 애국주의나 국민주의도 넓은 뜻을 가지는 말이다. 하지만 애국주의나 국민주의는 그 대상인 조국이나 국민사회 전체로부터 떠나서 다른 종류의 애국주의나 국민주의의 감정을 가질 수 있는 전환성이 있고 다른 한편으로는 다른 종류의 국민주의나 애국주의에 대해서 대립하는 배타성을 지니기 쉽다. 그러나 인간이 전 세계적인 범위에 귀속될 때는 인간인 이상 전환성이나 배타성을 가질 수 없다. 이러한 의미에서 박애는 인간이 가질 수 있는 가장 넓은 의미의 공통감정이다.

## 원리로서의 박애
박애가 공통감정이라는 하나의 심리적 사실을 표현하고 있는 이상, 자유나 평등과 같이 국민의 권리 중 하나의 원리라고는 할 수 없다. 즉 이러한 공통의 감정은 법적결사(法的結社)인 국가가 그 성원인 국민의 권리를 보장하는 데 있어서 국가의 행동을 규제하고 결정하는 원리는 아니고 단순한 감정의 사실에 지나지 않는다. 그래서 박애가 심리적 사실이라는 의미로 자유나 평등과 같이 국민의 권리 중에 결합되어 있다고 하더라도 그 결합은 비논리적이고 부적당하다. 그러나 박애란 말은 다른 의미로 쓰일 수 있고 또 오랫동안 쓰여 왔다. 즉 국가가 그에 의거하여 행동하지 않을 수 없고 국민이 그에 의하여 권리를 보장받을 수 있는 원리로 쓰여 왔다. 법적 결사인 국가의 개개 성원이 법의 체계에 따라 자유스럽게 행동하고 그 체계의 활동에 평등하게 참여하는 것만이 아니라 그 성원이 발전하는 데 있어서 조건이 되는 여러 가지 권리를 분배하는데 제3의 원리로서 박애의 원리가 요청된다. 박애가 원래 인간은 그 인격이 평등이고 그 때문에 전 인류는 일치할 수 있다는 감정이므로 이러한 입장에 입각하여 국가는 그 성원에게 그들 개개인 생활을 영위하는 데 있어서 공통의 배경 및 공통의 기반으로 요구되는 물질적 및 정신적인 공통의 시설(도로·하수도로부터 박물관·도서관에 이르기까지)을 모든 사람들을 위해서 공급하고 모든 사람들에게 배분해야 한다. 따라서 국민은 이러한 모든 시설을 공통으로 '배분'받고 '소유'할 권리가 있는 것이다. 이것이 곧 박애의 원리이다.
박애란 말이 제일 먼저 공식적인 용어로 사용된 것은 프랑스에서 1793년 6월 일어난 콜더리에(Cordelier) 운동에서의 '자유·평등·박애 그렇지 않으면 죽음'이란 모토에서였다. 그리고 1848년 프랑스의 헌법 전문 제4항에서 '자유·평등·박애를 원리로 한다'하였다. 이들은 비록 박애의 원리가 무엇을 의미하는가에 대하여 명확한 관념을 가지고 썼다고는 할 수 없지만 막연하나마 위에서 설명한 뜻의 관념을 가지고 있었다고 볼 수 있다.

## 감정으로서의 박애와 원리로서의 박애
박애의 원리가 원래는 국가에 의해서 보장된 국민의 권리 중 하나의 원리라기보다는 인간·인격을 평등한 것으로 보고 그로부터 출발하여 인류라는 입장에서의 연대감을 강조하는 감정상의 문제이나 그것이 원리로서 쓰일 때는 국가의 행동을 규제하고 국민의 권리를 보장하는 원리이며 국가는 국민의 개개 인격성장을 위해서 제반권리를 그에 따라 분배해야 한다는 것으로 보아 왔다. 여기에서 감정으로서의 박애와 원리로서의 박애의 관계를 생각해 보기로 하자. 국가의 체계 전체에 걸쳐 즉 국가가 유지하고 있는 법, 국가가 보장하고 분배하는 여러 가지 원리 및 국가가 이들 권리분배의 기초로 삼고 있는 제 원리에 어떤 종류의 공통의 감정이 지배하고 집적되어 있다는 것은 극히 자연스러운 것이다. 이와 같은 감정은 국민 전체의 성원간에서 공통으로 가지는 감정이다. 이러한 감정을 박애의 감정이라고 할 수 있는데, 그것은 앞에서 정의한 바와 같은 행동의 원리가 되게 하는 의미를 갖지 않고 그러한 행동의 원리와는 별개의 것이라고 할 수 있다. 그렇지만 이러한 감정을 평등이나 자유·정의·권리가 가치있는 것으로 되고 그러한 원리의 결과가 유익할 것이라고 생각하는 점에서 직접적으로 관련을 맺는다. 그와 같은 감정은 양적으로 많아짐에 따라 법적 결사인 국가 전체의 전 활동 즉 그의 법, 그것을 분배시키는 권리의 체계 및 권리분배의 모든 원리에 더욱 밀착해간다. 이러한 감정의 양적 증대는 국가의 활동에 대해서 축적되는 신뢰이고 법에 대한 공순(恭順)이라는 형태로 나타나며 국가의 자본이며 신용(credit)이라고 할 수 있다. 이것은 '충성'이라고 부를 수도 있다. 이와 같은 충성은 하나의 가치라기보다는 가치에 대한 승인이라고 할 수 있다. 즉 국가의 활동 가운데 표현되고 있는 가치에 관한 국민 각 개인의 공통감정이 갖는 승인이다. 이러한 승인은 국민의 국가의 영역을 넘어선 인격자로서의 인류입장에서 갖는 공통의 감정이다. 그러므로 일개국가를 그 활동범위로 할 때 국민사회 자신에 대하여 품는 공통의 감정으로 된다. 그리고 그것은 그 활동범위인 국민사회 이상의 것 즉 인류사회가 주재한다는 것을 전제로 해서 나타난다. 이러한 공통의 감정이 국민감정 또는 국민주의이다. 이 국민주의는 국민사회에 의하여 이루어진 오랜 협동의 노력에 대한 감정 즉 국민사회의 과거와 현재에 각인이 짊어지고 있고 그 장래에 모든 사람의 의무를 가진다고 하는 감정이다. 여기서 감정으로서의 박애는 원리로서의 박애와 불가분으로 결부되어 있고 원리로서의 박애는 감정으로서의 박애에 그 기반을 두고 있다는 것을 알 수 있다. 인도 헌법 전문에서 "개인의 존엄과 국민의 통일을 보장할 박애를 촉진……"이라고 한 것은 이상에서 설명한 바와 같은 박애의 내용을 간결히 표현한 말이라 할 수 있다.

## 조건으로서의 박애
인간이 각자의 인격을 성장시키지 않고서는 그리고 성장시킬 수 없을 때는 인간은 참다운 인간이 될 수 없고 인간의 집합체인 인류사회의 발전을 기대할 수 없다. 인격의 성장을 가져오기 위해서는 조건이 충족되어야 한다. 조건이란 인류가 쌓아놓은 물질적 및 정신적 문화의 유산을 이용할 수 있게 되는 것이다. 만일 인간이 그들의 정신적이며 물질적인 유산을 공유하고 이동할 수 없을 때는 단순히 생존을 위한 동물적 투쟁에 몰두할 수밖에 없다. 여기에서 필요로 하는 유산은 개인적으로 준비하고 소유할 수 있는 한에 있어서는 각자의 일이다. 이것은 개인 인격의 발전에 기반이 되는 것이고 그 기반의 일부를 이루는 것이다. 그러나 그 개인적인 준비는 한계가 있다. 우리는 인격발전을 갖추기 위한(문화적인 설비의) 준비를 할 때 여러 사람의 협동에 의해서만 가능한 것이 있다. 이때 이루어지는 것이 사회적 집단에 의한 준비이다. 이 사회적집단은 국가와 같이 자기운동원리를 가지지만 임의적 집단이다. 이러한 임의적 집단에 의해서 준비되는 조건은 인격을 성장시킴에 개인에 의한 준비보다 더 많은 조건을 마련해 주지만 불충분하다. 뿐만 아니라 개인의 준비와 임의집단의 준비를 합친 것으로도 충분히 완성된 준비라고는 할 수 없다. 이때 그 나머지 조건을 국가가 마련하여 국민 전체 성원의 개인인격을 성장하도록 그 조건을 준비하고 보장하고 공급하고 분배해 주게 된다. 그럼으로써 모든 사람이 공통으로 필요로 하는 시설이나 자원을 향수(享受)케 되는 것이다. 이것이 개인인격성장을 위한 조건으로서의 박애원리이다. 국가가 국민 각자의 인격을 성장시키기 위해서 준비하고 제공하고 분배하는 조건은 물질적인 것과 정신적인 것의 두 가지가 있다.

### 물질적 조건으로서의 박애
물질적인 것은 광범한 분야에 걸치고 계속 증대·발전하고 있다. 그것은 교통시설이나 전달수단을 포함한다. 그것은 건강상태를 보장하기 위한 위생 의료시설 및 주택의 제공을 포함한다. 그것은 병약자나 노인이나 기타 생계를 꾸릴 수 없는 무력자를 위한 시설이나 제도의 준비나 보장을 뜻하기도 한다. 또 그것은 사적 기업의 범위를 넘어선 대규모의 경제자원(삼림·광산·전력)의 개발을 위한 체계를 포함한다. 그것은 국민의 건강이나 재산의 전반적인 상태에 관한 조사연구의 추진을 포함한다. 그것은 어느 지역에 있어서의 자연미의 보호나 질서를 위한 도시계획, 전답이나 도시의 미관과 쾌적함을 위한 제방책을 포함한다. 마지막으로 든 조건의 준비는 그 의도에 있어서도 그 효과에 있어서도 물질적인 것 이상의 것이다. 물질적인 것에서 정신적인 것에의 이행을 하는 교량이라고 할 수 있다. 올바로 조직된 시설이나 자원은 신체의 문제임과 동시에 정신적인 문제이다. 물질적 설비인 동시에 심리·정신적 설비이다.

### 정신적 조건으로서의 박애
정신적인 것은 교육상의 것 등을 포함한 문화설비 전반이라고 할 수 있다. 즉 각종 학교·화랑·박물관·도서관·공적인 음악당·국립극장 등 문화재를 공통으로 향수하기 위한 모든 공공시설이다. 여기서 중요한 것은 정신적인 설비의 조건이 임의집단의 노력과 함께 국가에 의해서 마련된다는 것이나, 만일 교육과 문화의 정신적인 조건이 모두 국가에 의해서만 준비된다면 획일성이나 기계주의에 빠지기 쉽다. 정신생활은 다양한 자발성에 입각해야 한다. 그러므로 국가는 필요로 하는 설비를 그 자신보다는 임의집단을 원조하는 것에 의하여 정신생활에 봉사할 의무가 있다. 정신의 영역에 있어서는 극히 본질적인 다양성과 자발성을 위해서 국가는 보다 신중함과 자기규제라고 하는 예지를 가지는 것이 바람직한 일이다.

## 박애와 통제
국민사회에서 국민이 갖는 박애란 감정은 선한 심부름꾼이지만 나쁜 주인일 수도 있다. 국가에 대한 충성의 감정과 국민사회에 대한 국민주의 감정도 다같이 통제된 감정이지만 또 통제가 있어야 한다. 국가에 대한 국민의 충성은 국가가 표현하고 있는 제 가치에 의하여 통제되고 있다. 그리고 만일 국가가 이들 가치에 충실하지 않을 것 같으면, 즉 배분의 원리에서 벗어나면 그들의 지배적인 가치, 즉 인류애(人類愛)라는 가치에 의하여 그들의 충성을 불충성에 전환하고 유쾌한 복종을 본의 아닌 저항에 바꾸지 않을 수 없을 것이다. 마찬가지로 국민사회에 대한 국민감정도 그 사회가 표현하고 있는 생활양식이나 운영형태의 제 가치에 의하여 통제되고 있다. 그 때문에 이들의 가치가 다른 국민사회에 의해서도 공유되고 현존하는 한에서는 국민은 단지 그들 국민사회에서만 존재하고 있는 것이 아니라 다른 국민사회에도 존재하고 있는 것으로 그들 가치에 대한 감정을 품게 된다. 그 때문에 국민은 그 자신의 사회에서와 마찬가지로 다른 사회에 대해서도 공통의 심정을 갖게 된다. 이렇게 함으로써 하나의 국민주의는 통제되어 배타성을 배제하게 될 것이다. 배타적인 국민주의는 통제가 없는 국민주의만이다. 그리고 그와 같은 배타적인 국민주의는 그 자신의 기반을 부정하는 것이다. 왜냐하면 그것도 그 존재의 기초로 하고 있는 제 가치를 다른 사회에서 인정하는 것을 거부하기 때문이다. 그리고 그것은 인류애라는 박애의 감정을 떠난 분배의 원리가 된다.